# Paombong
Paombong is een gemeente in de Filipijnse provincie Bulacan op het eiland Luzon. Bij de laatste census in 2007 had de gemeente bijna 54 duizend inwoners.

## Geografie

### Bestuurlijke indeling
Paombong is onderverdeeld in de volgende 14 barangays:
| - Binakod - Kapitangan - Malumot - Masukol - Pinalagdan - Poblacion - San Isidro I | - San Isidro II - San Jose - San Roque - San Vicente - Santa Cruz - Santo Niño - Santo Rosario I |

## Demografie
Paombong had bij de census van 2007 een inwoneraantal van 53.510 mensen. Dit zijn 12.433 mensen (30,3%) meer dan bij de vorige census van 2000. De gemiddelde jaarlijkse groei komt daarmee uit op 3,71%, hetgeen hoger is dan het landelijk jaarlijks gemiddelde over deze periode (2,04%). Vergeleken met de census van 1995 is het aantal mensen met 20.361 (61,4%) toegenomen.

De bevolkingsdichtheid van Paombong was ten tijde van de laatste census, met 53.510 inwoners op 46,34 km², 715,3 mensen per km².